# Pressigny-les-Pins
Pressigny-les-Pins település Franciaországban, Loiret megyében. Lakosainak száma 530 fő (2022. január 1.). Pressigny-les-Pins Cortrat, Montbouy, Montcresson, Nogent-sur-Vernisson, Ouzouer-des-Champs és Solterre községekkel határos.

## Népesség
A település népességének változása:
| Lakosok száma | 321  | 361  | 396  | 412  | 497  | 498  | 498  | 501  | 510  | 530  |
|               | 1968 | 1982 | 1990 | 2006 | 2013 | 2015 | 2017 | 2019 | 2020 | 2022 |